# إيمانويل إدموند
إيمانويل إدموند (بالفرنسية: Emmanuel Edmond)‏ (ولد في 13 يونيو 1996 في لاغوس، نيجيريا) لاعب كرة قدم نيجيري يجيد اللعب في مركز المهاجم. يلعب حاليا لصالح البديع البحريني منذ 2023.